# Raymond Couvègnes
 (décembre 2012).
Si vous disposez d'ouvrages ou d'articles de référence ou si vous connaissez des sites web de qualité traitant du thème abordé ici, merci de compléter l'article en donnant les références utiles à sa vérifiabilité et en les liant à la section « Notes et références ».

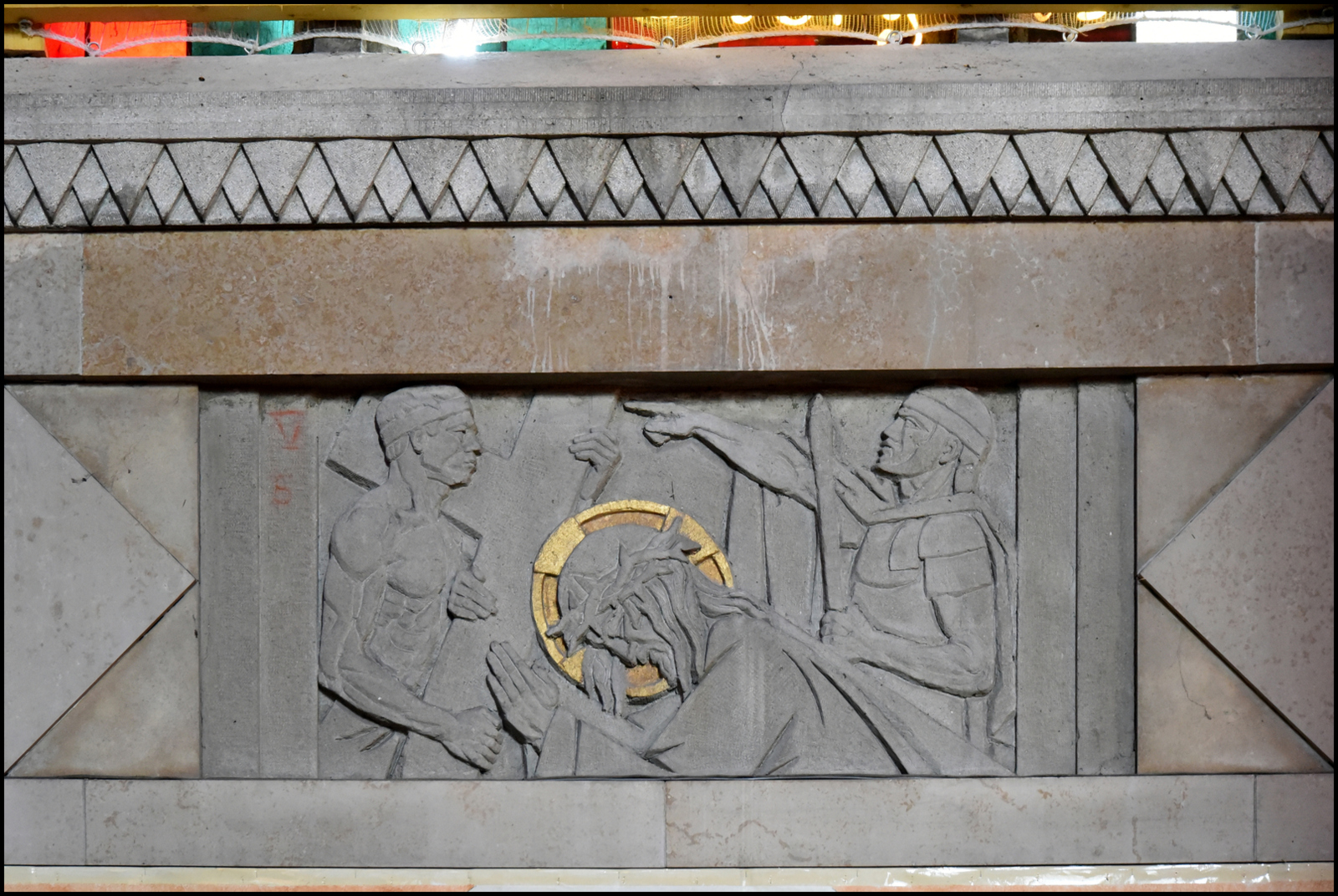
Station du Chemin de croix de l'église Saint-Pierre de Roye.

Raymond Émile Couvègnes est un sculpteur français né le 27 février 1893 à Ermont et mort le 18 décembre 1985 dans le 8e arrondissement de Paris. Il est l'auteur de sculptures monumentales en béton.

## Biographie
Il est le fils d'Émile Couvègnes, directeur de la Compagnie des chemins de fer du Nord et historien militaire. Il entre à l'école Bernard-Palissy, puis à l'École des beaux-arts de Paris où il est l'élève d'Jean-Antoine Injalbert. Il obtient en 1925 une médaille de bronze ainsi qu'une bourse de voyage au Salon des artistes français puis, en 1927, le premier grand prix de Rome avec le haut-relief, L'Invention de la corne d'abondance.
Il s'est d'abord illustré dans la décoration de nombreuses églises et hôtels de ville des départements dévastés par la Grande Guerre dans le Nord de la France. Il a ensuite été sollicité pour la réalisation de bustes de commande de personnalités puis, après la Seconde Guerre mondiale, par la confection de médaille et la décoration de centrales électriques pour Électricité de France.
Il crée l'école des beaux-arts de Boulogne-Billancourt[Information douteuse], sa ville de résidence, et y enseigne la sculpture jusqu'à sa mort.
Il fut un hôte assidu de Sainte-Maxime.

## Œuvres

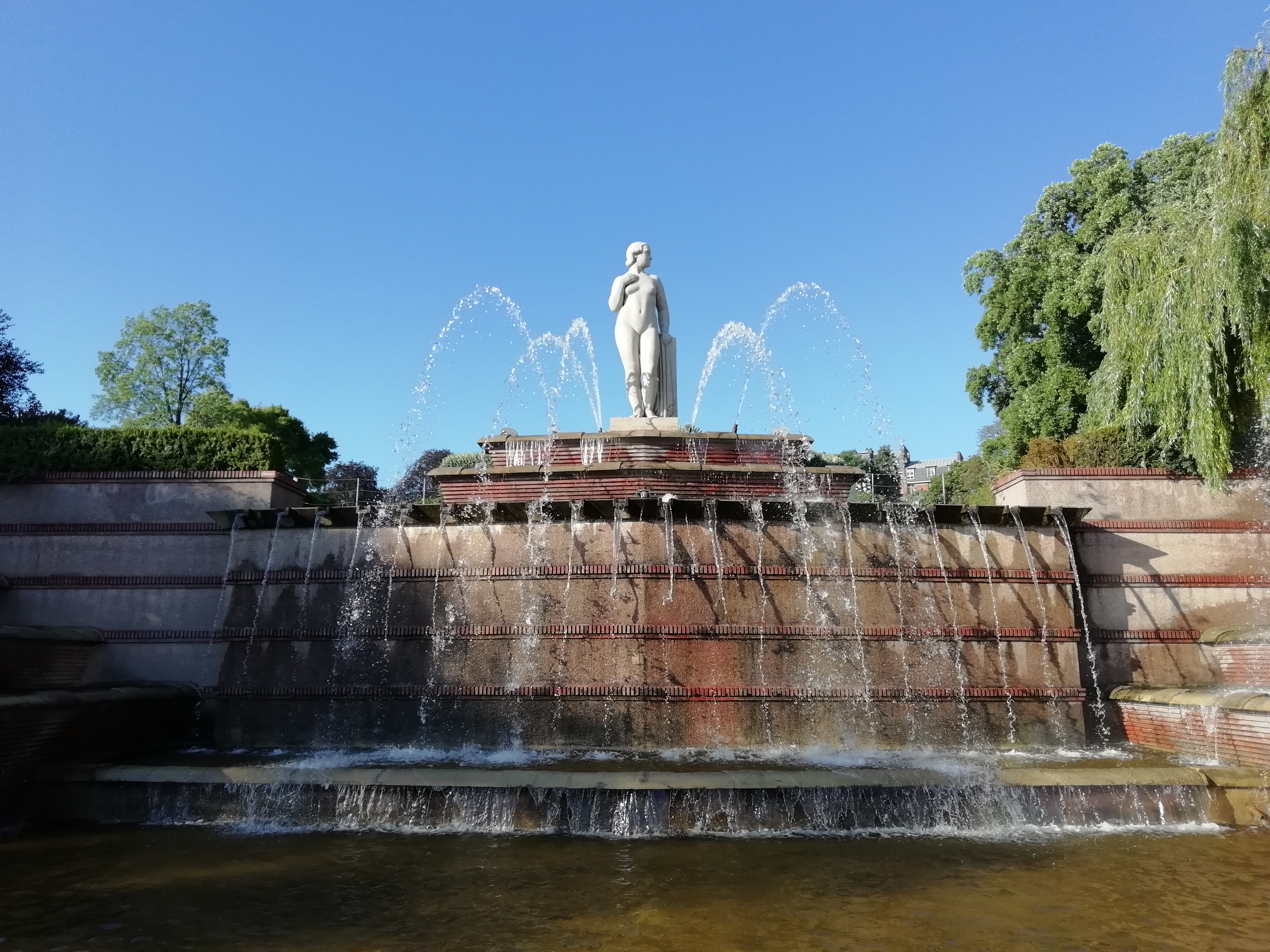
Ève, fontaine monumentale du Parc de la Butte-du-Chapeau-Rouge.

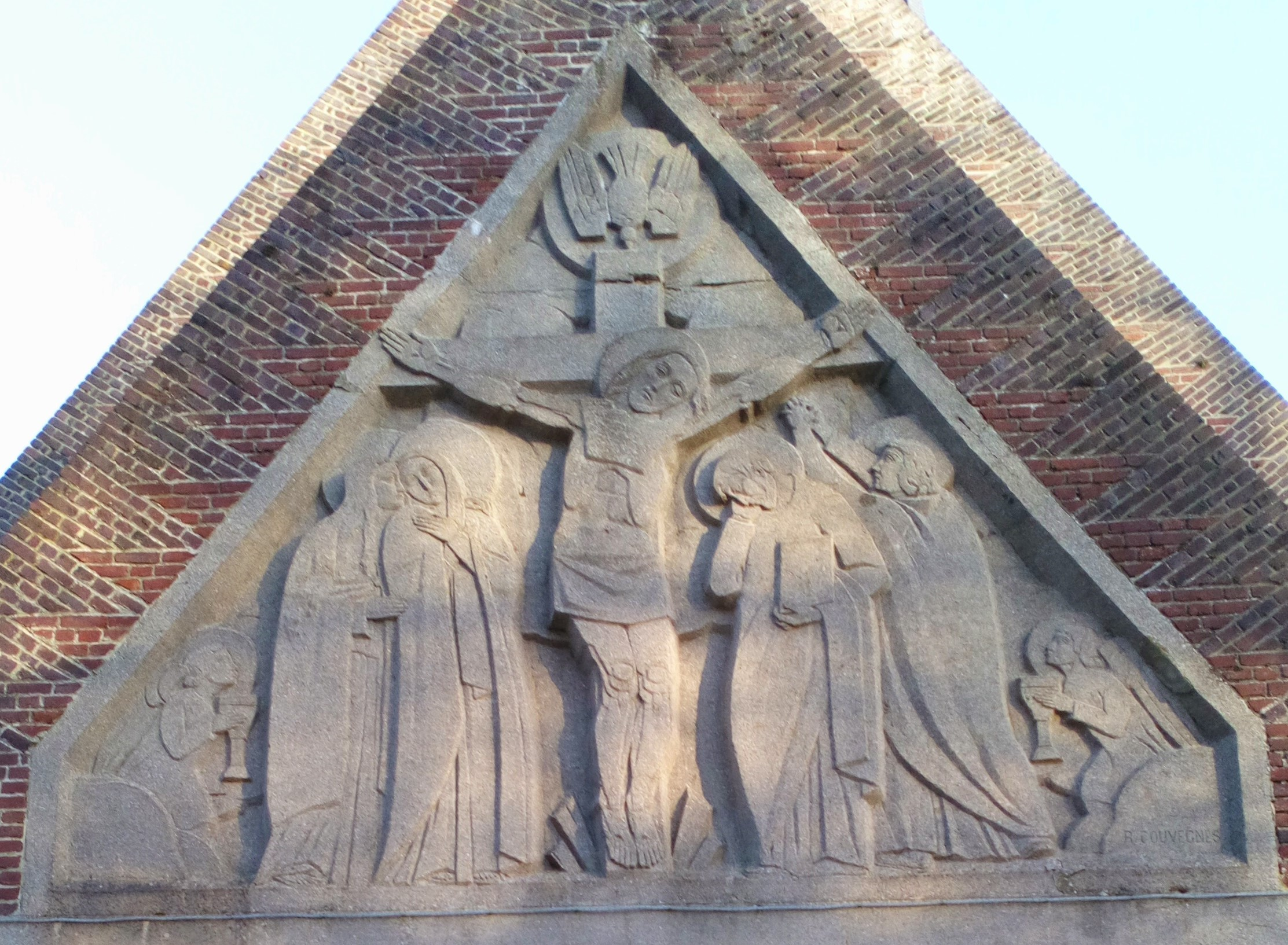
Tympan de l'église Saint-Martin d'Arvillers.

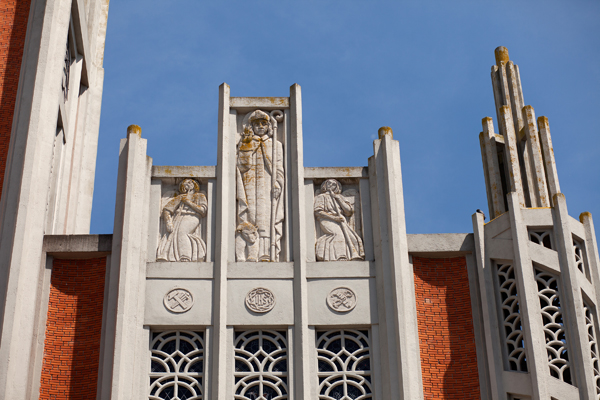
Sculpture de la façade de l'église Saint-Vaast de Moreuil.

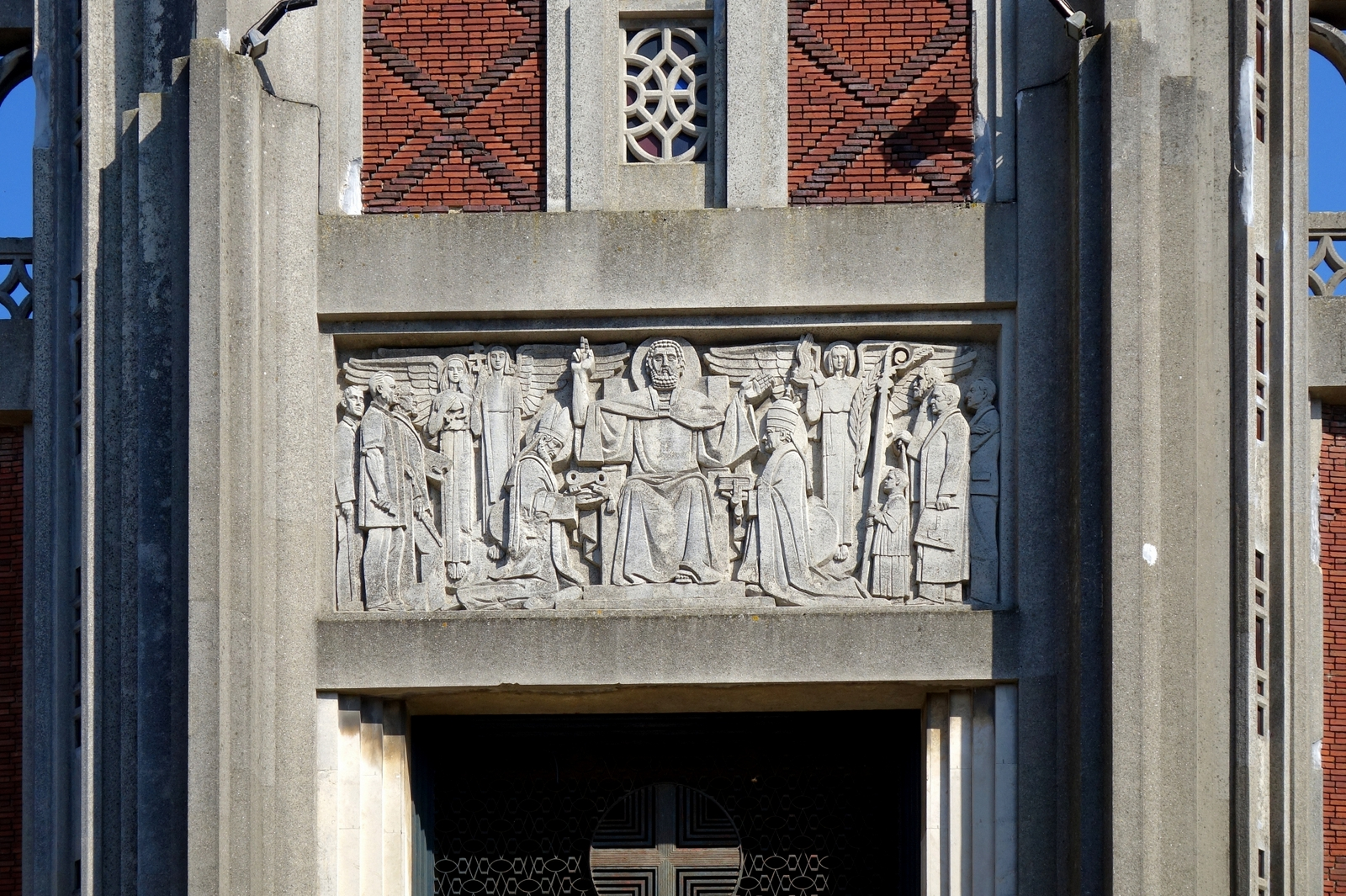
Bas-relief de la façade de l'église Saint-Pierre de Roye.

### Sculptures

#### A l'étranger
- Alexandrie (Égypte): Chemin de croix d'un couvent français
- Île Maurice : buste de Pierre de Sornay

#### En France
- Amboise : stèle à la gloire des libérateurs
- Bar-le-Duc : buste de Raymond Poincaré
- Boulogne-Billancourt : 
  - mosaïque de l'Europe, devant l'hôtel de ville
  - décoration de bâtiments scolaires
- Cernay : buste de Franklin Roosevelt
- Coëtquidan : décoration de bâtiments scolaires
- Ermont : décoration de bâtiments scolaires
- Fessenheim : décoration de la façade d'une centrale hydroélectrique
- Franconville : décoration de bâtiments scolaires
- Lille : allégorie en bronze doré de La Voix du Nord
- Neuvic : monument aux Résistants de Corrèze
- Paris : 
  - bustes de Pierre Curie (Palais de la Découverte),
  - Claude Bernard, place Marcelin-Berthelot, devant le Collège de France[4],[5],
  - la Reine Astrid à la Cité universitaire,
  - Eve ou Femme au bain (parc de la Butte du Chapeau-Rouge[6])
- Poitiers : fronton en ciment de la Chambre de Commerce; Tête de jeune fille, Lycée Victor Hugo
- Rosny-sous-Bois, square Richard-Gardebled, une statue intitulée Le Cep.
- Rouvroy (Pas-de-Calais) : sculptures sur les tympans de l'Église Saint-Louis de la cité Nouméa des mines de Drocourt
- Sannois : décoration de bâtiments scolaires

##### Dans la Somme
- Arvillers : décor sculpté de l'église Saint-Martin ;
- Athies : décor sculpté de l'église Notre-Dame-de-l'Assomption ;
- Le Bosquel : décor sculpté de l'église Saint-Blaise ;
- Falvy : décor sculpté de l'église Sainte-Benoîte ;
- Montdidier, hôtel de ville : sculptures en béton moulé de la façade ;
- Moreuil : frises en béton armé de la façade de l'église Saint-Vaast ;
- Roye : sculptures en béton de l'église Saint-Pierre.

### Médailles
- Raymond Poincaré,
- Vassily Kandinsky,
- le basketball.